# Anonimo sincrono

Frontespizio della raccolta del 1907 che contiene lHistoria fratris Dulcini

Anonimo sincrono (... – XIII secolo) è stato un biografo italiano.

## Biografia
Non si sa molto di lui, ma operava probabilmente a Vercelli ed è una delle principali fonti sulla vita di Fra Dolcino da Novara.

## Opere
- Historia fratris Dulcini heresiarche, Città di Castello, SLapi, 1907.